# رادوسلاف سيكورسكي
رادوسلاف توماسز "راديك" سيكورسكي (من مواليد 23 فبراير 1963) هو سياسي وصحفي ورجل دولة بولندي شغل منصب وزير خارجية بولندا في حكومة دونالد تاسك منذ عام 2023، وكان يشغل هذا المنصب سابقًا بين عامي 2007 و2007. 2014. كان عضوًا في البرلمان الأوروبي بين عامي 2019 و2023. وفي وقت سابق كان مارشالًا لمجلس النواب من عام 2014 إلى عام 2015. شغل سابقًا منصب نائب وزير الدفاع الوطني (1992) في حكومة يان أولشفسكي، ونائب وزير الخارجية ( 1998-2001) في حكومة جيرزي بوزيك ووزير الدفاع الوطني (2005-2007) في حكومة كازيميرز مارسينكيفيتش وياروسلاف كاتشينسكي.